# Нго Тхі Нгок Зао
Нго Тхі Нгок Зао (*в'єт. Ngô Thị Ngọc Dao, 1420/1421 — 16 січня 1496) — в'єтнамська верховна імператриця часів держави Дайв'єт.

## Життєпис
Походила з роду Нго. Її дід Нго Кінь був наближеним Ле Лоя, першого імператора династії Ле. Бабцею була донька останнього — Ле Тхі Миой. Донька Нго Ти (Нго Мо) і Дінь Тхі Нгок Кє. Народилася 1420 або 1421 року в селі Донгфанг провінції Тханьхоа. Рано втратила матір. Виховувалася бабцею за материнською лінією Дінь Тхі Май.
У 1435 або 1436 році вслід за старшою сестрою Нго Тхі Нгок Суан стала наложницею імператора Ле Тхай Тонга. 1439 року народила доньку Ле Тхі Нгок Ти, внаслідок чого отримала ранг тієп-зи й палац Кхань Фионг.
1441 року внаслідок інтриг головної наложниці Нгуєн Тхі Ань почалася боротьба в імператорському гаремі. 1442 року вагітну Нго Тхі Нгок Зао було вислано з гарему до пагоди Гюї Ван, де вона народила сина Ле Ти Тханя.
Протягом правління імператора Ле Нян Тонга мешкала у палаці Кхань Фионг. 1459 року після здобуття її сином трону отримала титул Верховної імператриці Куанг Тхік (Кхуанг-Тхук-хоангхау). Стала однією з порадниць сина.
1471 року брала участь у поході проти Чампи. Після цього відійшла від справ. Померла 1496 року в рідному селі.